# Do It for Me Now
Do It for Me Now è il secondo singolo pubblicato solo in America degli Angels & Airwaves, proveniente dall'album di debutto We Don't Need to Whisper. Il secondo singolo pubblicato in Europa è "It Hurts". I singoli furono pubblicati nello stesso mese.
Una versione acustica del singolo appare come b-side nel singolo di "Everything's Magic".
Il singolo essendo una delle più grandi hit della band, è stato utilizzato per aprire varie date del tour dell'album I-Empire.

## Video musicale
La première ufficiale fu pubblicata il 10 luglio 2006 su MTV. Esso rappresenta la band che esegue la canzone in una dimensione diversa dalla Terra.

## Apparizioni nei media
La canzone fu usata nell'ultimo intervallo per gli X Games.